# Оляпка (альманах)
«Оля́пка» — детский альманах, выпускающийся Пермским книжным издательством с 1961 года.

## История
В 1961 году в Пермском книжном издательстве вышел первый выпуск альманаха, задуманного как сборник для детей дошкольного и младшего школьного возраста. В нём были и стихи, и проза, и научно-популярные произведения, и репродукции картин, и многое другое. Это сразу стало заметным культурным событием. Название «Оляпка» придумал Алексей Домнин.
С третьего выпуска альманах стал выходить в цвете.
В период перестройки и постперестройки выпуск альманаха был прекращён на 10 лет (1990—2000); он был возрождён при новом директоре издательства И. Маматове.
В «Оляпке» публикуются произведения таких авторов, как Алексей Домнин, Алексей Решетов, Василий Каменский, Виктор Астафьев, Виталий Бианки, Иван Соколов-Микитов, Константин Паустовский, Лев Кузьмин, Лев Толстой, Михаил Осоргин, Михаил Пришвин, Сергей Михалков, И. Христолюбова, Н. Красильников, В.Орлов и др.
С 1966 года в альманахе появляются работы заслуженного художника России Анатолия Тумбасова. Также там публикуются рисунки Ю. Лихачёва, Е. Нестерова, В. Измайлова, Х. Аврутиса, Р. Багаутдинова, М. Светлакова, В. Петрова, Н. Головачева, В. Стенинга, Д. Ячейкина, В. Смирнова, В. Аверкиева, Р. Исмагилова, Ю. Заботина, Р. Багаутдинова, Д. Ячейкина, В. Стенинга, В. Вагина, Л. и Ю. Юрчатовых, С. Можаевой, В. Кадочникова, Е. Нестерова, Л. Заботина, Н. Горбунова, И. Дановский и Э. Наумова, И. Одинцова, М. Федорущенко, О. Коровин, В. Аверкиев, В. Остапенко, М. Тарасова, Ф. Назаров, Н. В. Армишева, Д. О. Ильин, А. В. Шкурко, Ю. В. Костенко, Н. В. Коноваловой, Н. И. Свиридовой, А. А. Халик).
На альманахе воспитывалось несколько поколений детей. За это время он успел заслужить себе репутацию «настоящего бренда Прикамья».

## Хронология и данные выпусков
1. Оляпка: Веселая книжка для тех, кто любит сказки, рассказы, стихотворения, картинки [Сборник произведений для детей старшего дошкольного и младшего школьного возраста] / ред.-сост. Т. И. Вершинин. Пермь: Перм. кн. изд-во, 1961. 84 с.
2. Оляпка: Книжка для тех, кто любит сказки, рассказы, приключения, стихи, рисунки и загадки [Для детей младшего школьного возраста]. Книжка 2-я / ред.-сост. А. М. Домнин. Пермь: Перм. кн. изд-во, 1963. 94 с.
3. Оляпка-3: Книжка для тех, кто любит сказки и рассказы, веселые приключения, стихи, загадки и рисунки [Сборник произведений для детей младшего школьного возраста] / сост. А. М. Домнин; ред. Р. П. Белов. Пермь: Перм. кн. изд-во, 1966. 168 с.
4. Оляпка-4: Книжка для тех, кто любит стихи, рассказы, сказки, веселые приключения, загадки и рисунки / ред.-сост. А. Г. Зебзеева. Пермь: Перм. кн. изд-во, 1970. 112 с.
5. Оляпка-5: Книжка для тех, кто любит стихи, рассказы, сказки, веселые приключения, загадки и рисунки [Сборник стихов, рассказов и сказок для дошкольного и младшего школьного возраста] / ред.-сост. А. Г. Зебзеева. Пермь: Перм. кн. изд-во, 1975. 96 с.
6. Оляпка-6: Книжка для тех, кто любит стихи, рассказы, сказки, веселые приключения, загадки и рисунки [Для дошкольного и младшего школьного возраста] / ред.-сост. А. Г. Зебзеева. Пермь: Перм. кн. изд-во, 1980. 80 с.
7. Оляпка-7: Книжка для тех, кто любит стихи, рассказы, сказки, веселые приключения, загадки и рисунки [Сборник для детей старшего дошкольного и младшего школьного возраста] / сост. А. Г. Зебзеева. Пермь: Перм. кн. изд-во, 1982. 101 с.
8. Оляпка-8: Книжка для тех, кто любит стихи, рассказы, сказки, веселые приключения, загадки и рисунки [Сборник для детей старшего дошкольного и младшего школьного возраста] / сост. А. Г. Зебзеева; зав. ред. А. Лукашин; ред. Н. Гашева; худож. ред. Т. Ключарева; техн. ред. В. Чувашов. Пермь: Перм. кн. изд-во, 1987. 110 с.
9. Оляпка-9: Книжка для тех, кто любит стихи, рассказы, сказки, веселые приключения, загадки и рисунки [Литературно-художественный альманах для детей] / сост. А. Г. Зебзеева. Пермь: Перм. кн. изд-во, 1990. 110 с.
10. Оляпка-10: Книжка для тех, кто любит стихи, рассказы, сказки, веселые приключения, загадки и рисунки / ред.-сост. А. Г. Зебзеева; сост. К. Гашева. Пермь: Перм. кн. изд-во, 2000. 96 с.
11. Оляпка-11: Книжка для тех, кто любит стихи, рассказы, сказки, веселые приключения, загадки и рисунки / сост. С. В. Аширова, З. А. Машкова, Ю. К. Николаев. Пермь: Перм. кн. изд-во, 2004. 96 с.
12. Оляпка-12 / Книжка для тех, кто любит читать, рисовать, играть, разгадывать ребусы и кроссворды [Литературно-художественный альманах] / ред.-сост. Т. В. Быстрых, Е. Э. Суслова. Пермь: Перм. кн. изд-во, 2005. 96 с.
13. Оляпка-13: Книжка для тех, кто любит читать, рисовать, играть, разгадывать ребусы и кроссворды [Сборник для детей старшего дошкольного и младшего школьного возраста] / ред.-сост. А. С. Максимович, М. Г. Четвергова, 2009. 76 с.
14. Оляпка-14: книга для детей от пяти до ста пяти лет; предназначена для тех, кто любит читать, рисовать, разгадывать загадки, кроссворды, ребусы, узнавать что-то новое-интересное... [и др.] / [худож. Е. В. Завьялова, Е. В. Зиннер]. Пермь: Кн. изд-во, 2013. 111 с. Среди авт.: Е. Зиннер, Г. Остер, В. Виниченко, Д. Хармс, Е. Пермяк и др.
15. Оляпка-15: книжка для самых различных детишек... [и др.] / [худож. Н. Бергман, К. Косогорова]. Пермь: Кн. изд-во, 2015. 146 с. Среди авт.: И. Пьянкова, Т. Кундэ, Н. Бергман, К. Косогорова.